# Messstation

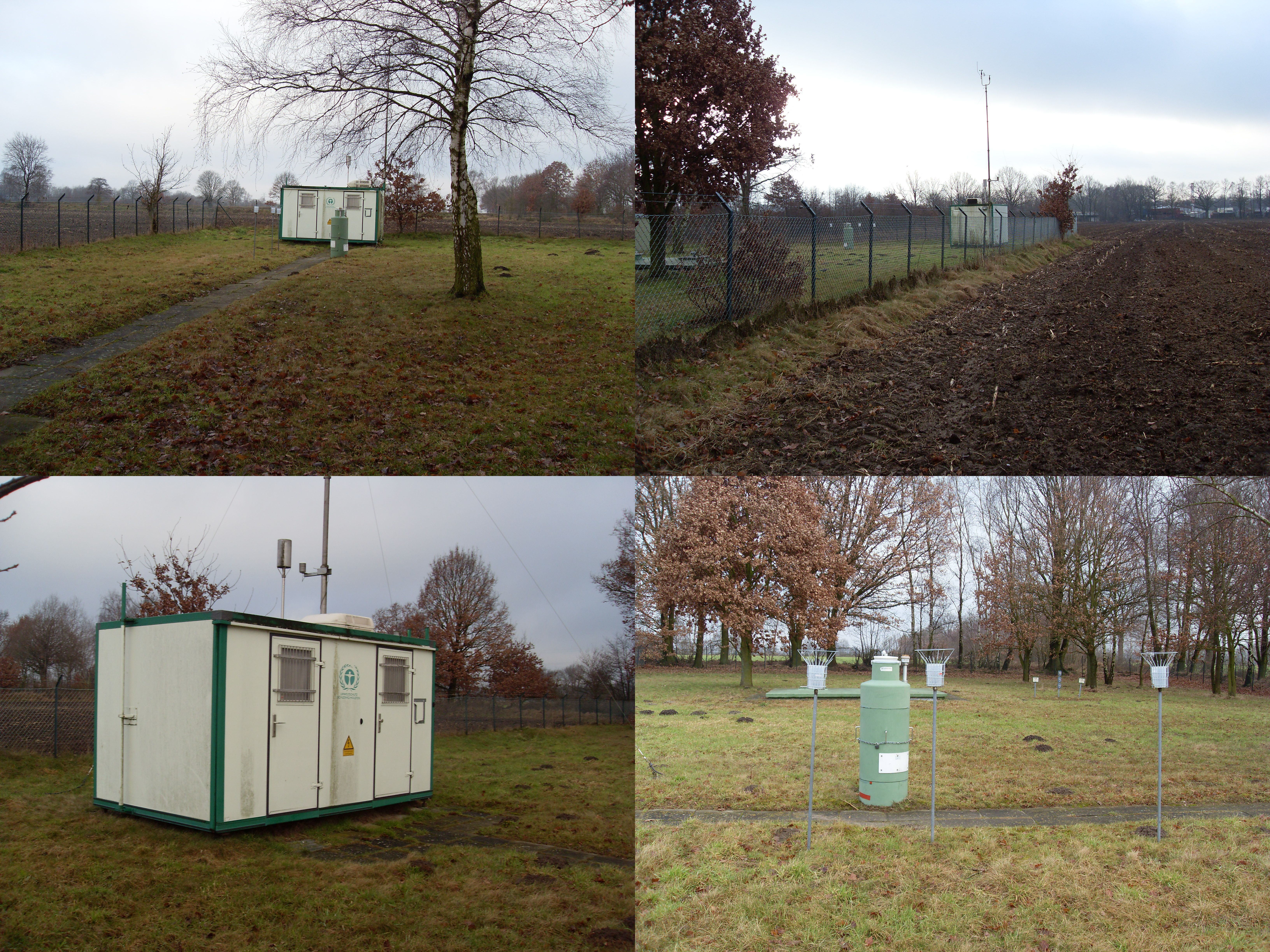
Messstation zur Umweltüberwachung des Landes Schleswig-Holstein

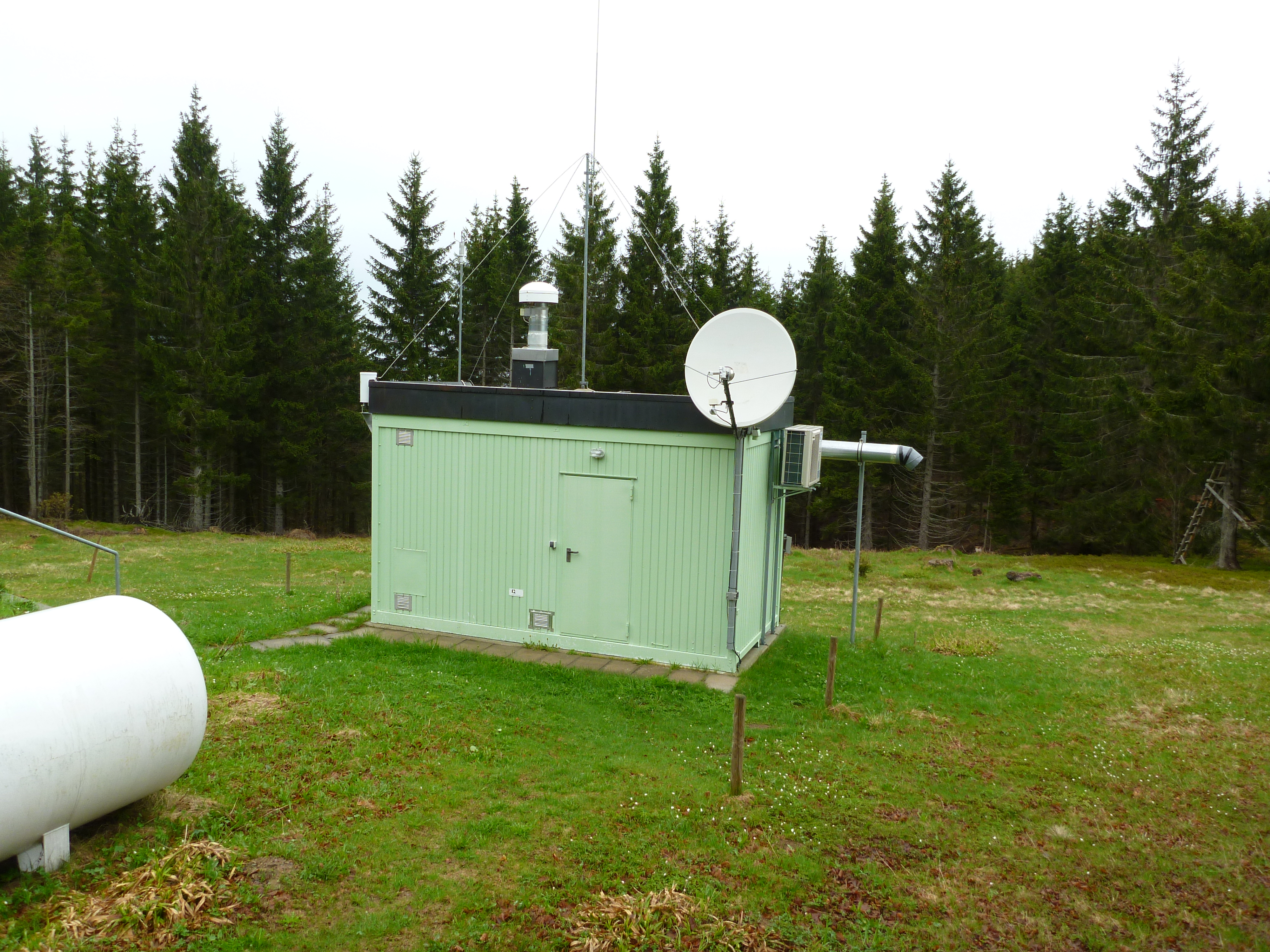
CTBTO Messstation zur Überwachung des Kernwaffenteststopp-Vertrags auf dem Schauinsland

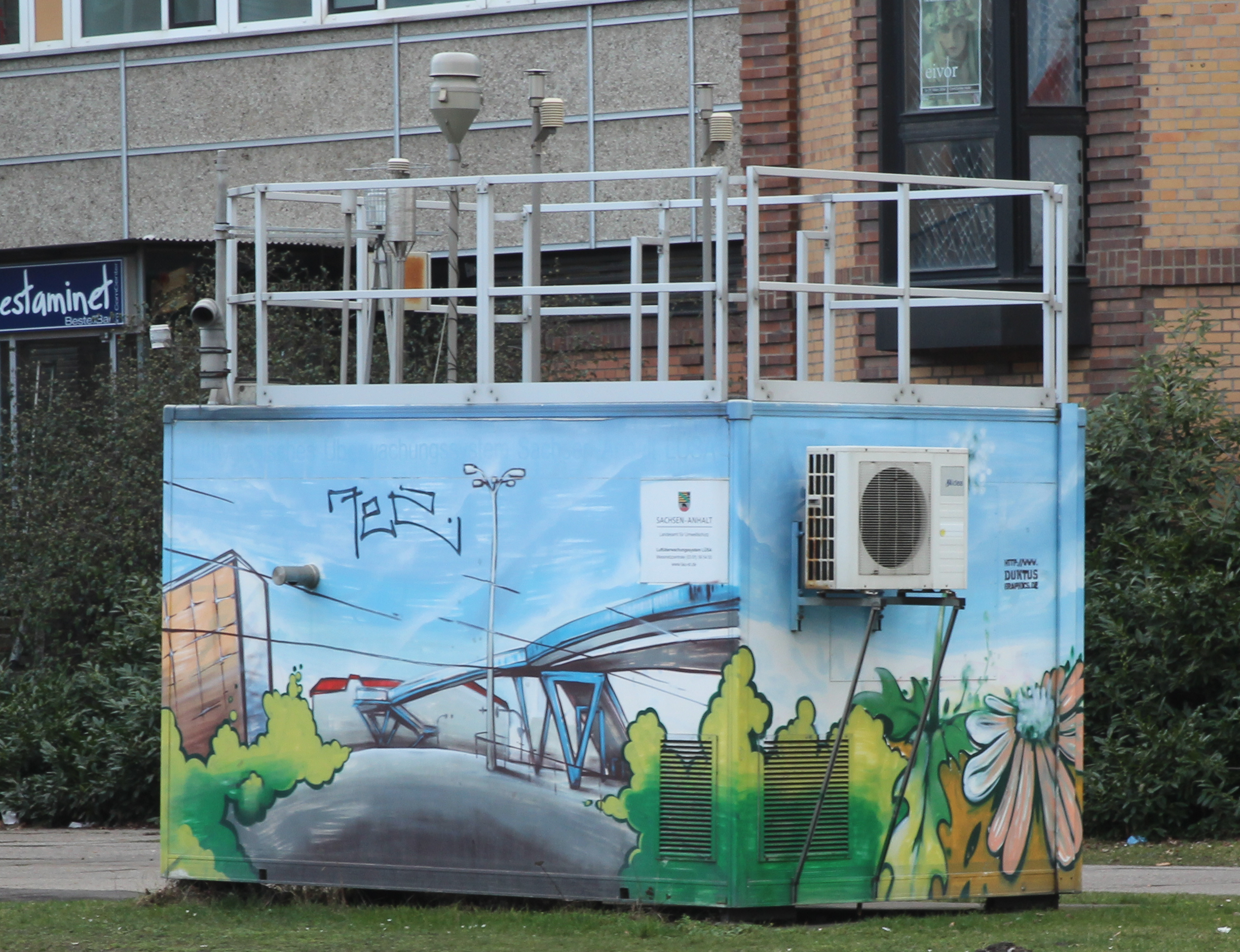
Lufthygienisches Überwachungssystem in Halle (Saale).

Als Messstation wird eine Gruppierung von Instrumenten bezeichnet, die laufend Messungen von ausgewählten Parametern des Wassers, der Luft, des Bodens, von Gebäuden oder von Satellitensignalen durchführen. Meistens arbeitet sie automatisch, manche sind zeitweilig mit Fachpersonal besetzt.
Die Stationen können – je nach Verwendungszweck und Umweltbedingungen – an der Erdoberfläche oder knapp darunter, auf Gebäuden, schwimmenden Einheiten oder auf Masten installiert sein. Es gibt auch Messstation im All, sie werden als Forschungssatelliten oder Raumsonden bezeichnet.
Die Energieversorgung erfolgt meist über das Stromnetz oder mit Sonnenkollektoren. Manche, insbesondere ältere Messinstrumente arbeiten auch fotografisch (z. B. für die Registrierung der Sonnenscheindauer) oder haben einen Antrieb mit Federwerk. Die Datenübertragung erfolgt meist automatisch über Festnetztelefon, GSM oder DSL in regelmäßigen Abständen oder beim Überschreiten von Warnschwellen. Bei alten Systemen werden die analogen Aufzeichnungen manuell eingesammelt und nachträglich bearbeitet oder digitalisiert.
Wichtige Arten von Messstationen sind:
- automatische Sensoren einer Wetterstation zur Wetterbeobachtung aber auch Wind Profiler und Wetterradar
- Sensoren zur Umweltbeobachtung, zum Beispiel der Luftqualität und der Feinstaubbelastung
- Überwachung der Pegelstände von Gewässern
- Messung mariner Umweltparameter mit Hilfe von schwimmenden Plattformen zum Beispiel die Plattformen des MARNET vom Bundesamt für Seeschifffahrt und Hydrographie[1]
- Überwachung der Umweltradioaktivität des Bundesamtes für Strahlenschutz zur Frühwarnung bei erhöhter Radioaktivität[2]
- Messstationen der CTBTO die mit Radionukliddetektoren spezielle, nur bei Kernwaffenexplosionen freigesetzte radioaktive Partikel und Konzentration radioaktiver Edelgase messen.[3][4]
- Monitoring-Geräte auf Sternwarten
- Einrichtungen für gebäude- oder bodenmechanische Setzungsmessungen
- Überwachung von Erdkrustenbewegungen
- Erdrotations- und Satellitenstationen.
- Überwachung von Freisetzungen gefährlicher Stoffe in chemischen Anlagen oder Kernkraftwerken

## Besondere Messstationen
- Hessdalen AMS, automatische Messstation zur Registrierung unidentifizierter, schwebender Leuchtphänomene nahe dem Gebirgstal Hessdalen[5]
- Messstation Shirleys Bay,  ausgestattet mit Funk- und Radioabhöreinrichtungen, Geigerzähler und Kameras zum Nachweis von Ufo-Aktivitäten[6]
- Messstation Hafelekar, ein Höhenstrahlungsobservatorium[7]
- FINO-Forschungsplattformen in Nord- und Ostsee[8]